# Tara (Gewicht)

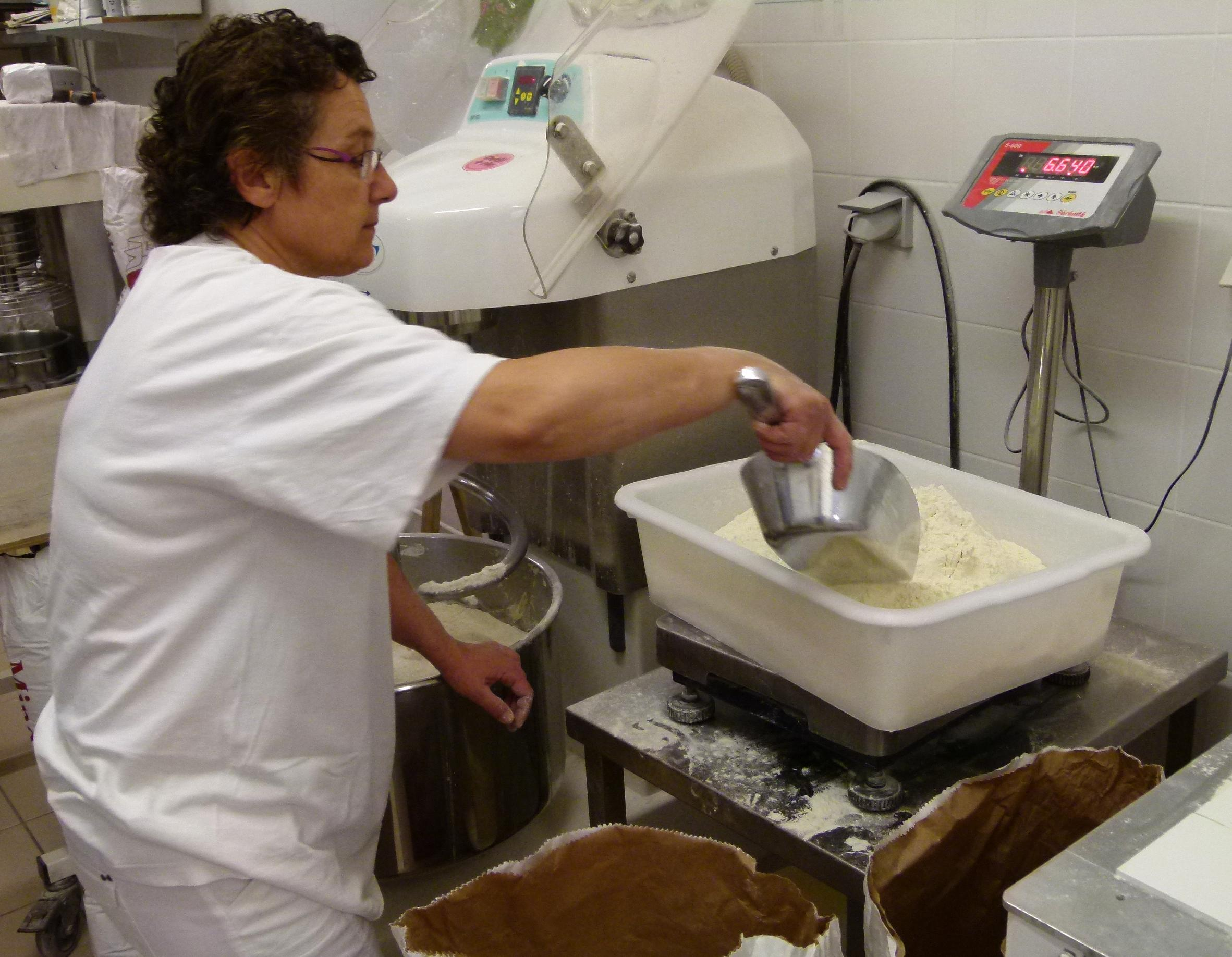
Tara-Funktion einer Waage; Die Waage wird mit der Plastikschale darauf auf Null gestellt, um alleine das Gewicht des Mehls zu messen (=Nettogewicht). Das Gewicht der Plastikschale (Tara) wird also vom Gesamtgewicht (Bruttogewicht) abgezogen.

Die Tara, auch Taragewicht (von arabisch طرح, DMG ṭarḥ ‚Abzug, Subtraktion‘), ist die Differenz zwischen dem Brutto- oder Gesamtgewicht und dem Netto- oder Reingewicht eines Wägegutes. Sie wird zum Wiegen von Gegenständen benötigt, die nicht eigenständig gewogen werden können. Dies ist insbesondere bei Schüttgut, Flüssigkeiten und Gasen der Fall, kann aber auch bei Stückgütern in großen Gebinden oder bei der Verwendung von Waagenauflagen aus hygienischen Gründen notwendig sein. 

## Handel
Im Handel bezeichnet die Tara das Gewicht der Verpackung eines Produktes. Das Mitwiegen der Verpackung beim Verkauf loser Waren nach Gewicht, der sogenannte „Brutto-für-Netto-Verkauf“, ist im deutschen Einzelhandel nach § 380 HGB und § 26 Mess- und Eichgesetz unzulässig und stellt eine Ordnungswidrigkeit dar. Nur sehr leichte Verpackungsmaterialien wie dünnes Papier oder dünne Folie können mitgewogen werden. Die gleichen Bestimmungen gelten auch in der Schweiz. In Österreich darf derzeit (Stand Juni 2010) die Verpackung mitgewogen werden, im Handel verwendete Waagen müssen aber mit einer Tara-Einstellung ausgestattet sein. Es bestehen Pläne, auch in Österreich die gesetzliche Pflicht zur Nettoverwiegung einzuführen, die Wirtschaftskammer wehrt sich jedoch dagegen. Die Tara-Funktion erlaubt es, nach Auflage der Verpackung die Anzeige auf Null zu stellen. Eine andere Möglichkeit elektronischer Waagen sind Speicherplätze für festgelegte Verpackungsgewichte.
Unter Kaufleuten ist die Preisermittlung für das Verpackungsgewicht Vereinbarungssache. Die Tara kann als Warengewicht behandelt oder gesondert berechnet werden. Da es auch bei der getrennten Berechnung nicht immer möglich oder angeraten ist, beim Kauf die Verpackung vom Produkt zu trennen, werden folgende Tara-Arten unterschieden:

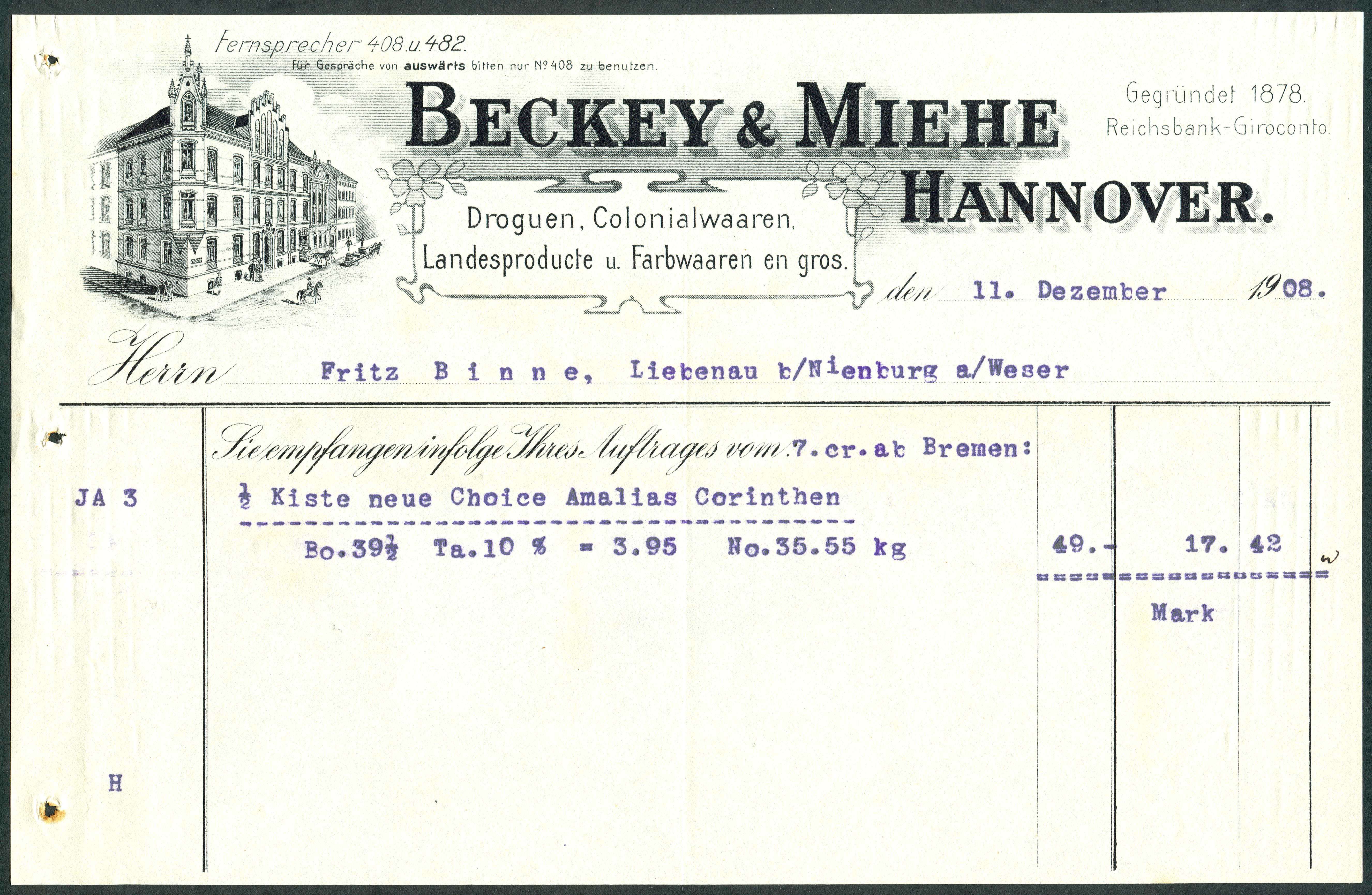
Historische Rechnung auf der bei der Preisberechnung 10 % des Gewichtes abgezogen wurde (Prozenttara)

- Effektivtara ist das tatsächliche Verpackungsgewicht, das durch Wiegen ermittelt wird.
- Stück- oder Prozenttara ist ein handelsübliches Verpackungsgewicht, das als fester Prozentsatz je Packstück angegeben wird. Tarasätze leiten sich aus Erfahrungswerten ab.
- Durchschnittstara ist ein Mittelwert, der anhand einer Stichprobe bestimmt wird.

Die Prozenttara liegt auch den Sätzen der schweizerischen Taraverordnung zugrunde. Die Schweiz verwendet als einzige Handelsnation bis heute das Gewicht als Bemessungsgrundlage für die Verzollung. Importierte Waren werden nach dem Bruttogewicht verzollt, wenn sie mit einer festen Transportverpackung ausgestattet sind. Bei ungenügend geschützten oder gänzlich unverpackten Waren legt die Verordnung Tarasätze fest, die dem Netto-Gewicht zugeschlagen werden.

## Logistik
In der Logistik wird das Transportmittel beim Lade- und Entladevorgang gewogen. Das Brutto-Gewicht ist das Gewicht des beladenen, die Tara das des leeren Transportmittels. Die Differenz zwischen Erst- und Zweitverwiegung ist das Netto-Gewicht der Ladung. Auf diese Weise werden zum Beispiel Lastkraftwagen und Container gewogen. Häufig werden auch sogenannte Festtara-Werte eingegeben, also ein festgelegtes Leergewicht. Dann kann die zweite Wägung entfallen. Solche Werte müssen allerdings zuverlässig und aktuell sein und bei Kraftfahrzeugen auch das Gewicht des Treibstoffes mitberücksichtigen.

## Tarazuschlag
Der Tarazuschlag ist eine Besonderheit der Zollabfertigung bei Gewichtszöllen, wie sie in der industrialisierten Welt nur noch in der Schweiz angewandt werden. Der Tarazuschlag besagt, dass auf das Gewicht einer Ware, die ohne Verpackung geliefert wird, beispielsweise Sand, Kohle, Weizen usw. ein Zuschlag vor der Verzollung aufgeschlagen wird, das 'Verzollungsgewicht' also über dem Nettowarengewicht liegt.
In der Schweiz ist der Tarazuschlag in der Taraverordnung (SR 632.13) vom 4. November 1987 geregelt.